# 长距无柱兰
长距无柱兰（学名：[Amitostigma dolichocentrum] 错误：{{Lang}}：文本有斜体标记（帮助））为兰科无柱兰属下的一个种。

## 扩展阅读
- 維基物種上的相關：长距无柱兰